# Пойма (Западно-Казахстанская область)
По́йма (каз. Пойма) — село в Теректинском районе Западно-Казахстанской области Казахстана. Входит в состав Аксуатского сельского округа. Код КАТО — 276237400.

## Население
В 1999 году население села составляло 717 человек (343 мужчины и 374 женщины). По данным переписи 2009 года, в селе проживало 775 человек (380 мужчин и 395 женщин).